# Francisco de Sá Tinoco
Francisco de Sá Tinoco (Itaperuna, 11 de outubro de 1908 – 12 de julho de 1965) foi um político brasileiro.
Filho de Reinaldo Tinoco Lacerda e Arminda Tinoco Lacerda, casou com Maria Eglantina Conceição Ferraz Tinoco.
Foi eleito senador pelo Rio de Janeiro pelo PSD em 1947. Reeleito em 1950, deixou o Senado Federal em setembro de 1957, substituído por seu suplente José Moreira Bastos Filho.
Em 1958 tornou-se ministro do Tribunal de Contas do Estado do Rio de Janeiro. Nas eleições de outubro de 1958 candidatou-se à Câmara dos Deputados, obtendo a terceira suplência, assumindo o mandato de deputado federal nos períodos de setembro a novembro de 1959 e de fevereiro a março de 1961.